# أليسون فيتزجيرالد
أليسون فيتزجيرالد (بالإنجليزية: Alison Fitzgerald)‏ هي صحفية أمريكية، ولدت في 1969.